# Mörtvattnet
Se även: Norra Mörtvattnet och Södra Mörtvattnet, sjöar i Färgelanda kommun 
Mörtvattnet är en sjö i Strömsunds kommun i Jämtland och ingår i Ångermanälvens huvudavrinningsområde. Sjön har en area på 0,0933 kvadratkilometer och ligger 325,1 meter över havet.

## Delavrinningsområde
Mörtvattnet ingår i det delavrinningsområde (707599-150331) som SMHI kallar för Ovan 707508-150473. Medelhöjden är 303 meter över havet och ytan är 5,14 kvadratkilometer. Räknas de 7 avrinningsområdena uppströms in blir den ackumulerade arean 95,39 kvadratkilometer. Malmån som avvattnar avrinningsområdet har biflödesordning 4, vilket innebär att vattnet flödar genom totalt 4 vattendrag innan det når havet efter 160 kilometer. Avrinningsområdet består mestadels av skog (68 procent) och sankmarker (18 procent). Avrinningsområdet har 0,09 kvadratkilometer vattenytor vilket ger det en sjöprocent på 1,8 procent.